# 倪光南

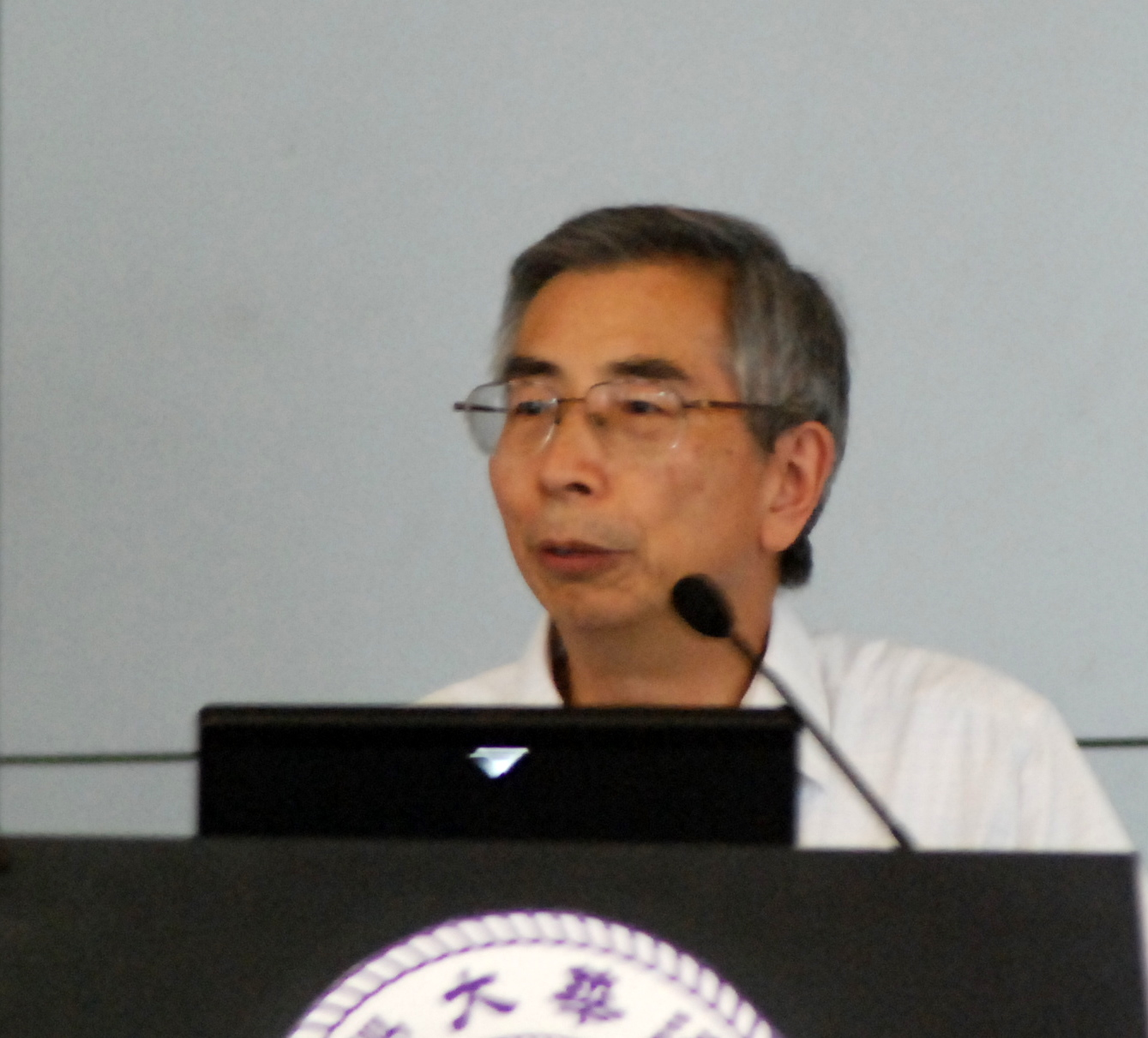
倪光南正在演讲

倪光南（1939年8月—），男，浙江镇海人，中国计算机结构和算法专家，中国工程院院士，曾任联想集团的首任总工程师。

## 生平
1961年，毕业于当时的南京工学院（今东南大学）。
毕业后，在中国科学院计算技术研究所工作。长期从事计算机相关领域的基础研究和产品开发。
倪光南首创了在计算机汉字输入中应用联想功能。
1994年，被选为首批中国工程院院士。

## 著作
- 《布局——中国科技创新的道路与抉择》倪光南等，2021经济日报出版社